# Pneumatopteris callosa
Pneumatopteris callosa là một loài thực vật có mạch trong họ Thelypteridaceae. Loài này được (Blume) Nakai miêu tả khoa học đầu tiên năm 1933.